# Edoardo Saracco
Edoardo Saracco (23 febbraio 2003) è uno sciatore alpino italiano.

## Biografia
Originario di Limone Piemonte, figlio dell'allenatore Roberto e fratello della sciatrice Carlotta, Edoardo Saracco, specialista delle prove tecniche attivo dall'ottobre del 2019, ha esordito in Coppa Europa il 17 dicembre 2020 in Val di Fassa in slalom speciale, senza completare la prova; ai Mondiali juniores di Alta Savoia 2024 ha vinto la medaglia d'oro nella combinata a squadre. Ha debuttato in Coppa del Mondo il 16 marzo 2025 a Hafjell in slalom speciale, senza completare la gara; non ha preso parte a rassegne olimpiche o iridate.

## Palmarès

### Mondiali juniores
- 1 medaglia:
  - 1 oro (combinata a squadre ad Alta Savoia 2024)

### Giochi olimpici giovanili invernali
- 1 medaglia:
  - 1 bronzo (slalom speciale a Losanna 2020)

### Festival olimpico invernale della gioventù europea
- 2 medaglie:
  - 1 oro (parallelo a Vuokatti 2022)
  - 1 argento (gara a squadre a Vuokatti 2022)

### Coppa Europa
- Miglior piazzamento in classifica generale 79º nel 2025